# Festival international du film de Moscou 1963

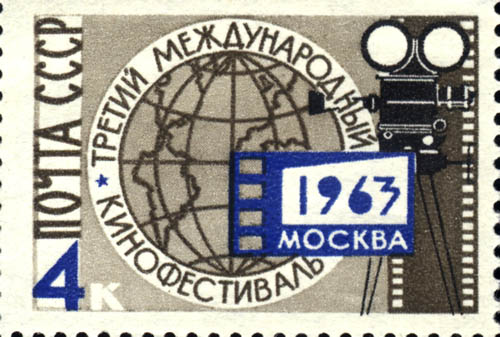
Timbre représentant le festival international du film de Moscou de 1963.

Le troisième festival international du film de Moscou se tient du 7 au 21 juillet 1963. Le Grand Prix est attribué au film italien 8½ réalisé par Federico Fellini.

## Jury
- Grigori Chukhrai (USSR - Président du Jury)
- Shaken Ajmanov (USSR)
- Sergio Amidei (Italie)
- Dušan Vukotić (Yougoslavie)
- Mohamed Kerim (Égypte)
- Stanley Kramer (USA)
- Jean Marais (France)
- Nelson Pereira dos Santos (Brésil)
- Emil Petrov (Bulgarie)
- Jan Procházka (Tchécoslovaquie)
- Satyajit Ray (Inde)
- Jan Rybkowski (Pologne)
- Kiyohiko Ushihara (Japon)
- János Herskó (Hongrie)

## Films en compétition
Les films suivants sont sélectionnés pour la compétition principale :
| Titre anglais                   | Titre original                                  | Réalisateur(s)                     | Pays d'origine                 |
| ------------------------------- | ----------------------------------------------- | ---------------------------------- | ------------------------------ |
| Shore of Waiting                | Sahele entezar                                  | Siamak Yasemi                      | Iran                           |
| La Grande Évasion               | The Great Escape                                | John Sturges                       | États-Unis                     |
| The Marriage Circle             | Saptapadi                                       | Ajoy Kar                           | Inde                           |
| Le Soupirant                    | Le Soupirant                                    | Pierre Étaix                       | France                         |
| 8½ (Huit et demi)               | Otto e mezzo                                    | Federico Fellini                   | Italie, France                 |
| Changement au village           | Gamperaliya                                     | Lester James Peries                | Ceylan                         |
| Nu parmi les loups              | Nackt unter Wolfen                              | Frank Beyer                        | East Germany                   |
| The Twelve Chairs               | Las doce sillas                                 | Tomás Gutiérrez Alea               | Cuba                           |
| Los signos del zodiaco          | Los signos del zodiaco                          | Sergio Véjar                       | Mexique                        |
| Meet Baluyev!                   | Знакомьтесь, Балуев!                            | Victor Komissarjevski              | Union soviétique               |
| Une jeune fille à la dérive     | Hiko shōjo                                      | Kirio Urayama                      | Japon                          |
| Kozara                          | Kozara                                          | Veljko Bulajić                     | Yougoslavie                    |
| Mediterranean Holiday           | Flying Clipper – Traumreise unter weißen Segeln | Hermann Leitner, Rudolf Nussgruber | Allemagne de l'Ouest           |
| Lupeni 29                       | Lupeni 29                                       | Mircea Drăgan                      | Roumanie                       |
| The Boys                        | Pojat                                           | Mikko Niskanen                     | Finlande                       |
| Den kære familie                | Den kære familie                                | Erik Balling                       | Danemark                       |
| The Silent Raid                 | De overval                                      | Paul Rotha                         | Pays-Bas                       |
| The Beggars                     | Os Mendigos                                     | Flávio Migliaccio                  | Brésil                         |
| New Friendship                  | Nuevas amistades                                | Ramón Comas                        | Espagne                        |
| Ah, These Girls!                | Ene huuhnuu duu                                 | Ravjagiin Dorjpalam                | Mongolie                       |
| Saladin                         | الناصر صلاح الدين, Al Nasser Salah Ad-Din       | Youssef Chahine                    | Égypte                         |
| A Trip Without a Load           | Порожний рейс, Porozhniy reys                   | Vladimir Vengerov                  | Union soviétique               |
| Tales of a Long Journey         | Legenda a vonaton                               | Tamás Rényi                        | Hongrie                        |
| Death Is Called Engelchen       | Smrt si říká Engelchen                          | Ján Kadár, Elmar Klos              | Tchécoslovaquie                |
| The Dragonfly Is Not a Insect   | La Cigarra no es un bicho                       | Daniel Tinayre                     | Argentine                      |
| Sammy Going South               | Sammy Going South                               | Alexander Mackendrick              | Grande-Bretagne                |
| Those Who Take Risks (de)       | Deutschland – deine Sternchen                   | Edwin Zbonek                       | Autriche, Allemagne de l'Ouest |
| Tоha, the Hero of South Bandung | Toha, Pahlawan Bandung Selatan                  | Usmar Ismail, N. D. Afifi          | Indonésie                      |
| Chi tu hau                      | Chi tu hau                                      | Pham Ky Nam                        | Vietnam du Nord                |
| Cold Tracks                     | Kalde spor                                      | Arne Skouen                        | Norvège                        |
| Black Wings                     | Czarne skrzydla                                 | Ewa Petelska, Czesław Petelski     | Pologne                        |
| Adventures of Nils Holgersson   | Nils Holgerssons underbara resa                 | Kenne Fant                         | Suède                          |
| Stranger in the City            | Şehirdeki Yabancı                               | Halit Refiğ                        | Turquie                        |
| Chouchou and the Million        | Chouchou wa al million                          | Issam Hamawi                       | Liban                          |

## Récompenses
- Grand Prix : 8½ de Federico Fellini
- Prix d'or :
  - Death Is Called Engelchen de Ján Kadár et Elmar Klos
  - Kozara de Veljko Bulajić
  - Une jeune fille à la dérive de Kirio Urayama
- Prix d'argent spécial : Frank Beyer pour Nu parmi les loups
- Prix d'argent :
  - A Trip Without a Load de Vladimir Vengerov
  - Tales of a Long Journey de Tamás Rényi
  - Black Wings de Ewa Petelska et Czesław Petelski
  - Chi tu hau de Pham Ky Nam
  - Lupeni 29 de Mircea Drăgan
  - Meilleur acteur : Steve McQueen pour La Grande Évasion
  - Meilleure actrice : Suchitra Sen pour Saptapadi
  - Directeur de la photographie : Jørgen Skov pour Den kære familie
- Diplôme spécial : Pierre Étaix pour le Soupirant
- Prix FIPRESCI : La Bataille de Naples de Nanni Loy[2]

## Source de la traduction
- (en) Cet article est partiellement ou en totalité issu de l’article de Wikipédia en anglais intitulé « 3rd Moscow International Film Festival » (voir la liste des auteurs).